# محمود بناهيان
محمود بناهيان التبريزي هو جنرال إيراني معارض، من أعضاء جمهورية أذربيجان الشعبية.

## حياته
هو من أولاد بناهعلی خان جوانشیر مؤسس خانية قراباغ. وکان فی بغداد حتی اتفاقية الجزائر 1981.

## مؤلفاته
- الجغرافيا الوطنية للأتراك الإيرانيين (باللغة الفارسية) نشر 1972، بدون مكان.
- الجغرافيا الوطنية للأتراك الإيرانيين (باللغة الترکية).